# Semargl
Semargl ist eine ukrainische Metal-Band, die 1997 in Kiew gegründet wurde.

## Geschichte
Die Band wurde 1997 in Kiew in der Ukraine mit einem Schwerpunkt auf Death Metal und Black Metal Musik gegründet. 1999 traten sie erstmals einem Studio bei und tätigten ihre erste Demoaufnahme. 2005 erschien ihr erstes Album Attack on God. Zwischen 2011 und 2012 änderte sie ihren Stil auf satanischen Pop Metal.

## Stil
Anfangs spielte die Band weitgehend einen Mix aus Black Metal und Death Metal. Zwischen 2011 und 2012 änderten sie ihren Stil in einen weniger extrem wirkenden Sound. Ihren neuen Musikstil bezeichnen sie als satanischen Pop Metal. Hierbei werden mehrere Elemente, wie aggressives Growling, erotische weibliche Stimmen, elektronische Pop Dance Musik, Industrial Beats und verschiedene Rock- und Metaleinlagen auf der Gitarre miteinander vermischt. Typische Themen in ihren Songs sind Satanismus, Dunkelheit, Krieg, Sex, Liebe, Gefühle und eine anti-religiöse Haltung.

## Diskografie

### Alben
- 2005: Attack on God
- 2006: Satanogenesis
- 2007: Manifest
- 2010: Ordo Bellictum Satanas
- 2012: Satanic Pop Metal
- 2014: Love
- 2014: Killer Dance
- 2018: New Era
- 2020: Radiance

### Singles
- 2011: Tak, kurwa
- 2013: Discolove
- 2014: Save Me
- 2014: Give Me a Reason
- 2015: Held
- 2017: Mein liebes Deutschland